# عداء المتاهة (فلم)
عَدّاءُ المَتاهة (بالإنجليزية: The Maze Runner) هوَ فيلمُ إثارة وخيال علمي وحركة أمريكي صدر سنة 2014، وهُو من إخراج ويس بال وسيناريو نواه أوبنهايم. سيناريو الفيلم مُسْتَوحى من روايةٍ تَحمِلُ نَفس الاسم للكاتب جيمس داشنر، وقد صَدَرت هذه الأخيرة سنة 2009. الفيلم من بطولة ديلن أوبراين وكايا سكوديلاريو وويل بولتر وتوماس سانجستر وكي هونج لي وباتريشيا كلاركسون. يَحكي الفيلم قصّة الفَتى توماس ذي السِتّ عَشَرَ عاماً الذي يَستيقِظُ ليَجِدَ نَفسَه داخِلَ مِصْعَدٍ لا يَذكُرُ شيئاً ويَرى شُبّاناً مُتجمهِرينَ حَولَه، يَكتَشِفُ لاحِقاً أنّهم مَسجونونَ داخِلَ مَتاهَةٍ تتغيّرُ باستمرارٍ وعليهِم الهُروبُ مِنها. بَدَأ التصويرُ الرئيسيّ في مَدينَة باتون روج بولاية لويزيانا في 13 مايو 2013، وانتهى في 12 يوليو 2013.
صَدَرَ الفيلم في 19 سبتمبر 2014 في الوِلايات المُتّحدة وقَبلَها بعدّة أيّام في الشَرقِ الأوسط. تلقّى الفيلم مراجعات إيجابية من النقاد بِشَكلٍ عام، مع مَديحٍ لأداء المُمثّلين إضافةً إلى الحبكة المثيرة للاهتمام وأسلوبُ الفيلم السوداوي الممتع، وقد أُعتُبِرَ من أفضلِ الأفلام المبنيّة على رواياتِ المُراهقين. كَما حَقّق الفيلمُ نجاحاً في شُبّاك التَذاكِر حيثُ وَصَلت إيراداته العالمية لأكثر من 340 مليون دولار مُقابِل ميزانيّة بَلَغت 34 مليون دولار.
صدر جُزء ثان للفيلم في الولايات المُتحدة في 18 سبتمبر 2015، وقد حمل عُنوان عداء المتاهة: تجارب السكورش. فيما صدر جُزء ثالث للفيلم حمل عُنوان عداء المتاهة: علاج الموت، وذلك في 26 يناير 2018.

## القصة
يستيقظ توماس (ديلن أوبراين) ليجد نفسه داخل مصعد غريب ومصاب بفقدان للذاكرة، حيث إنه لا يستطيع تذكر اسمه أو عائلته أو منزله. عندما يفتح باب المصعد يجد توماس نفسه محاطًا بمجموعة من الصبية يرحبون به في مكانه الجديد في (جلايد). يجد توماس أن جلايد محاطة بجدران ضخمة من الحجارة، والصبية الذين معه لا يعلمون أيضًا كيف أتوا إلى جلايد؟ ولكنهم يعلمون أن وراء تلك الحجارة متاهة غريبة لا يعلم حلها أي صبي، رغم ذلك يعلم الصبية أنهم إذا حلوا تلك المتاهة سيعودون إلى منازلهم
وقد صدر للفيلم جزء ثاني يروي عن خروج هؤلاء الصبية من المتاهة ودخولهم لسجن آخر يهربون منه وينضمون الي فرق مقاومة في الجبال لمحاربة أصحاب المتاهة وللفيلم جزء ثالث أيضًا.

## طاقَم العَمل
- ديلن أوبراين في دور توماس، الشخصيّة الرئيسيّة وآخرُ الفتيانِ دُخولاً للمتاهَة.
- كايا سكوديلاريو في دور تيريسا، الفتاة الوَحيدةَ.
- Aml Ameen في دور ألبي، أول من دخل المتاهة.
- توماس سانجستر في دور نيوت، القائِد الثاني للمجموعة.
- كي هونج لي في دور مينو، العدّاء الأوّل وقائِد العدّائين.
- ويل بولتر في دور غالي، مُنفّذ الأحكام وأحد الأوائِل الذينَ دَخلوا المتاهة.
- باتريشيا كلاركسون في دور آفا بايج، رئيسة مُنظمة «ويكد» (بالإنجليزية: WCKD).
- بليك كوبر في دور تشاك، أوّل صَديقٍ لتوماس وأصغَرُ من في المَجموعة.
- ديكستر داردين في دور فريبان، طاهي المَجموعة.
- جاكوب لاتيمور في دور جيف، المُمرّض الرئيسي.
- كريس شيفلد في دور بين، عداء
- جو أدلر في دور زارت.
- راندال كونينغهام في دور كلينت.
- ألكسندر فلوريس في دور وينستون.
- دون مكمانوس في دور رجُل مُقنع وجُندي مُسلح.

## الإنتاج

### ما قَبْلَ الإنتاج
صُمِّمَت الوحوشُ التي ظَهَرت في الفيلم بواسِطة كين بارثيملي.

### التصوير
بَدَأ التصويرُ الرئيسيّ في مَدينَة باتون روج بولاية لويزيانا في 13 مايو 2013 وانتهي منه في 12 يوليو 2013. وانتَهى الفيلم وأصبَح جاهِزاً للعرض في يونيو 2014.

## الترويج
في يوليو 2013، نشر طاقم الفيلم 11 خارطة وصورة تمثل ممثلي الفيلم. بعد ذلك نُشرت صور للفيلم بمعدل صورة في كل أسبوع منذ بداية شهر يناير 2014.

أول مقطع دعائي للفيلم بُث في 17 مارس 2014.

## الاستقبال

### شباك التذاكر
حقق الفيلم إيرادات بقيمة 102,427,862 دولار أمريكي في أمريكا الشمالية وأكثر من 245,8 مليون دولار في باقي مناطق العالم، أي بمجموع إيرادات عالمية بلغ 348,3 مليون دولار.
قبل صدوره في الولايات المتحدة وكندا، توقع مُحللون أن الفيلم سيُحقق نجاحا في شباك التذاكر، حيث أشارت تقارير أولية إلى أن عداء المتاهة سيُحقق إيرادات ما بين 30 إلى 32 مليون دولار في أمريكا الشمالية. صدر الفيلم يوم 19 سبتمبر 2014 في الولايات المُتحدة وكندا وعُرض في 3,604 قاعات سينما ومسرحا منها أكثر من 350 مسرحا بتقنية آيماكس. حصد الفيلم إيرادات بقيمة 1,1 مليون دولار ليلة الخميس، و11,25 مليون دولار أمريكي في يوم الافتتاح. تصدر الفيلم شُباك التذاكر الأمريكي في أول عُطلة نهاية أسبوع من صُدوره بإيرادات بلغت 32,5 مليون دولار، وقد أتت 9% من هذه الإيرادات من مسارح الآيماكس. بهذا المجموع من الإيرادات، جاء فيلم عداء المتاهة ضمن المركز السابع من حيث الإيرادات الافتتاحية في شهر سبتمبر. حصد الفيلم إيرادات بقيمة 102,272,088 في أمريكا الشمالية، ما مكنه من أن يحتل المركز السادس من حيث أعلى الأفلام إيرادا سنة 2014 في الولايات المتحدة وكندا.
عُرض الفيلم لأول مرة في خمس دول خارج منطقة أمريكا الشمالية وحصل على مجموع إيرادات بقيمة 8,3 مليون دولار، وذلك قبل أسبوع من صدوره في أمريكا الشمالية. حقق الفيلم خلال عطلة نهاية الأسبوع الثانية بعد صدوره خارج منطقة أمريكا الشمالية، إيرادات بقيمة 38 مليون دولار، أتت من عرضه في 7,547 قاعة سينما في 51 دولة. في عرضه الأولي في كوريا الجنوبية، حقق الفيلم إيرادات بمجموع 5,5 مليون دولار، وهي إيرادات أعلى من تلك التي حصل عليها فيلما مُباريات الجوع ومُختلفة، أما في عرضه في دُول المملكة المتحدة وأيرلندا ومالطا، فقد حقق الفيلم إيرادات بلغت 3,4 مليون دولار، وقد أتت خلف فيلم الزوجة المفقودة، والصين بإيرادات بلغت 14,58 مليون دولار وراء فيلم سلاحف النينجا. حقق الفيلم إيرادات في روسيا ورابطة الدول المستقلة بقيمة 5,75 مليون دولار، وفي فرنسا بقيمة 5,2 مليون دولار) وأستراليا (3.4 مليون دولار، وفي المكسيك بقيمة 2,6 مليون دولار، وفي تايوان بقيمة 2,2 مليون دولار، وفي البرازيل بقيمة مليوني دولار.
احتل الفيلم المركز الثالث من حيث الإيرادات في ماليزيا، وذلك بين أفلام توينتيث سينشوري فوكس (خلف فيلميأفاتار ورجال-إكس: أيام المستقبل الماضي).

### الاستقبال النقدي
حصل الفيلم على مُراجعات إيجابية من النقاد بشكل عام. فعلى موقع الطماطم الفاسدة، حصل الفيلم على تقييم 65% بناء على 170 مُراجعة، بمُتوسط تقييم بلغ 5.9/10. أما على موقع ميتاكريتيك، فقد حصل الفيلم على تقييم 57 من أصل 100، بناء على 34 مُراجعة.

## الجوائز والترشيحات
| السنة | حفل توزيع الجوائز                                | الجائزة                                     | المُرشح للجائزة              | النتيجة |
| ----- | ------------------------------------------------ | ------------------------------------------- | --------------------------- | ------- |
| 2014  | جوائز الرابطة الدولية لنقاد الموسيقى السينمائية ‏ | أفضل أغنية أصلية في فيلم أكشن/مغامرات/إثارة | جون بيسانو                  | رُشِّح     |
| 2015  | جوائز إم تي في للأفلام                           | أفضل أداء ‏                                  | ديلن أوبراين                | فوز     |
| 2015  | جوائز إم تي في للأفلام                           | أفضل معركة                                  | ديلن أوبراين وويل بولتر     | فوز     |
| 2015  | جوائز إم تي في للأفلام                           | أفضل بطل                                    | ديلن أوبراين                | فوز     |
| 2015  | جوائز إم تي في للأفلام                           | أفضل أداء في لحظة خوف                       | ديلن أوبراين                | رُشِّح     |
| 2015  | جائزة اختيار المراهقين                           | أفضل فيلم أكشن أو مُغامرات                   | عداء المتاهة                | رُشِّح     |
| 2015  | جائزة اختيار المراهقين                           | أفضل نجم صاعد                               | توماس سانجستر               | رُشِّح     |
| 2015  | جائزة اختيار المراهقين                           | الصداقة                                     | ديلن أوبراين وتوماس سانجستر | رُشِّح     |
| 2015  | جائزة اختيار المراهقين                           | أفضل مُمثل في فيلم أكشن أو مُغامرات           | ديلن أوبراين                | رُشِّح     |
| 2015  | جائزة اختيار المراهقين                           | أفضل مُمثلة في فيلم أكشن أو مُغامرات          | كايا سكوديلاريو             | رُشِّح     |
| 2016  | جائزة اختيار أطفال نكلوديون                      | أفضل كتاب                                   | جيمس داشنر                  | رُشِّح     |

## تتمة للفيلم
في 11 أكتوبر 2013، أفادت تقارير بأن شركة توينتيث سينشوري فوكس قد حصلت على حُقوق الكتاب الثاني «تجارب السكورش» (بالإنجليزية: The Scorch Trials). تولى تي إس نولين عملية كتابة السيناريو، بينما تكلف المُخرج ويس بال بالإشراف على هذه العملية. صدر فيلم عداء المتاهة: تجارب السكورش في 18 سبتمبر 2015. في 25 يوليو 2014، أعلن بال في مهرجان سان دييغو كومك كون إنترناشونال أن تصوير الجُزء الثاني سيبدأ في وقت ما بين مارس ومايو 2015. ومع ذلك، وقبل أسبوعين من إصدار الفيلم الأول من السلسلة، قررت شركة توينتيث سينشوري فوكس المُضي قُدمًا في عملية إنتاج وتصوير الجُزء الثاني في أوائل سبتمبر 2014 في نيو مكسيكو. تولى كُل من ديلان أوبراين وكايا سكوديلاريو وتوماس برودي سانجستر وكي هونغ لي وباتريشيا كلاركسون نفس أدوارهم في الجُزء الأول. أُعلن أن أيدان جيلن سينضم إلى طاقم الفيلم وسيُؤدي شخصية جانسون («رات مان»)، جنبا إلى جنب مع روزا سالازار التي ستُؤدي دور بريندا، وجاكوب لوفلاند في دور أريس جون، وجيانكارلو إسبوزيتو في دور خورخي غالاراغا.
صدر جُزء ثالث من سلسلة أفلام عداء المتاهة في الولايات المُتحدة بتاريخ 26 يناير 2018 تحت عُنوان عداء المتاهة: علاج الموت.

## وصلات خارجية
- مقالات تستعمل روابط فنية بلا صلة مع ويكي بيانات
- الموقع الرسمي للفيلم نسخة محفوظة 8 أكتوبر 2014 على موقع واي باك مشين..

لا توجد روابط لمواقع التواصل الاجتماعي.